# Donato Guerra (État de Mexico)
Donato Guerra est une municipalité de l'État de Mexico et de Michoacán, au Mexique. Elle couvre une superficie de 192,2 km2 et compte 29 621 habitants en 2009.